# Alfred Appel Jr.
Alfred Appel Jr. (Brooklyn, 31 de janeiro de 1934 — Evanston, 2 de maio de 2009) foi um acadêmico notado por suas investigações sobre as obras de Vladimir Nabokov, arte moderna e jazz moderno.
Como um estudante na Universidade de Cornell, Appel fez um curso ministrado por Nabokov. Sua educação foi interrompida por uma temporada no exército, após qual ele completou sua educação de graduação e PhD em literatura inglesa na Universidade de Columbia em 1963.
Após lecionar na Columbia por uns poucos anos, ele se juntou ao corpo docente da Universidade Northwestern, onde ele lecionou até sua aposentadoria em 2000. Ele morreu de insuficiência cardíaca. Appel foi casado até sua morte com Nina Appel, reitora da faculdade de Direito da Universidade Loyola Chicago, entre 1983–2004. Eles tiveram dois filhos, Karen Oshman e o escritor e produtor de televisão, Richard Appel.